# حقوق جانوران بر پایه کشور یا قلمرو
حقوق جانوران در بین کشورها و مناطق بسیار متفاوت است. چنین قوانینی از به رسمیت شناختن حقوق جانوران غیرانسانی (ذی‌شعور بودن) تا نبود مطلق قوانین بر ضد حیوان‌آزاری و بی‌توجهی به رفاه جانوران را شامل می‌شود.
از نوامبر ۲۰۱۹، ۳۲ کشور به‌طور رسمی ذی‌شعور بودن غیرانسانی جانوران را به رسمیت شناخته‌اند. اینها عبارتند از: اتریش، استرالیا، بلژیک، بلغارستان، شیلی، کرواسی، قبرس، جمهوری چک، دانمارک، استونی، فنلاند، فرانسه، آلمان، یونان، مجارستان، ایرلند، ایتالیا، لتونی، لیتوانی، لوکزامبورگ، مالت، نیوزلند، هلند، لهستان، پرتغال، رومانی، اسپانیا، اسلواکی، اسلوونی، سوئد، سوئیس، و بریتانیا. پیشنهاد شده‌است که سازمان ملل متحد نخستین قطعنامه به رسمیت شناختن حقوق جانوران را تصویب کند، اعلامیه جهانی رفاه جانوران، که اهمیت احساس جانوران و مسئولیت‌های انسانی در قبال آنها را تصدیق می‌کند.